# こだま、ことだま。
『こだま、ことだま。』は、日本のバンド・Bank Bandの4作目の配信限定シングル。2016年7月20日にトイズファクトリーより発売された。

## 背景
2016年7月30日 - 31日、石巻港雲雀野埠頭で開催された野外音楽フェスティバル『Reborn-Art Festival × ap bank fes 2016』にBank Bandが出演。『ap bank fes』は2005年から2012年まで毎年開催されていたが、ap bankとして東日本大震災の被災地復興支援に力を注ぐために2013年より休催していたため、『ap bank fes '12 Fund for Japan』以来約4年ぶりの開催となった。『Reborn-Art Festival × ap bank fes 2016』は、2017年に宮城県石巻市を中心に行なわれた総合芸術祭『Reborn-Art Festival 2017』のプレイベントとして開催された。本イベントのために書き下ろされた楽曲が「こだま、ことだま。」であり、同イベントでライブ初披露された。

## 制作・音楽性
本楽曲は作詞を櫻井和寿が、作曲を小林武史が担当。野外音楽フェスティバル『Reborn-Art Festival × ap bank fes 2016』のテーマソングとして制作された。本イベントが東日本大震災の復興支援を目的としていることから、歌詞について櫻井は「やっぱり震災があったってことは刻まないといけないなと思った。だからといってリアルすぎる描写も避けたいなって思いました」と語ったうえで、次のように発言している。
| 「                                             | 被災された方にしか分からないことはあるし、そう思うから軽率に、きれいごとは言えない。同じ気持ちになることはできないけれど、分かりたいと思う。とにかく今を肯定するっていうか、それだけをすごく大事に書きたいなと思ったんです。来年のReborn-Art Festivalの時に、関わってくれる現地の方たちとか、そこに住んでる人たちがこの曲を歌ってくれることをイメージしながら作っていました | 」 |
| —櫻井和寿（「Reborn-Art Festival」コラムより） | |    |

楽曲のタイトルついて、櫻井は「『こだま』と『ことだま』の違いは、『と』が入ってるかいないかっていうこと。この『と』っていうのは、何かと何かをつなぐもの。その出会いの場所っていうか、人と人を繋げるっていう一番の目的というか、それを隠れテーマで入れてみたかった」と語っており、「僕と君、空と海、誰かと何か…、というように、何かと何かを結びつける大切な『と』の存在に気づき、新たなる出会いの場所で、人と人がつながりながら、紆余曲折して、たどりついた『今』を肯定していきたい」との願いが込められている。

## リリース・プロモーション
Bank Bandとしては「奏逢 〜Bank Bandのテーマ〜」以来約7年ぶり5作目となるオリジナル楽曲。野外音楽フェスティバル『Reborn-Art Festival × ap bank fes 2016』の会場では、本楽曲が収録されたCDがグッズとして限定発売された。
本作のアートディレクターは森本千絵が担当。
2018年6月14日よりBank Bandの全楽曲のダウンロード・サブスクリプション配信がスタートしたことに伴い、本作のサブスクリプション配信も開始された。

## 収録曲
1. こだま、ことだま。 [4:30]
  - 作詞：櫻井和寿 / 作曲：小林武史 / 編曲：Bank Band / プロデュース：小林武史

東京メトロ「Find my Tokyo.」キャンペーン「麻布十番 手づくりに惚れる」篇CMソング[12]。小林は「多くの人の東京での暮らしを言い表した言葉でもあると思うけど、『前向きだけど切ない』というのは、ひとつの邦楽のロック・ポップスの表現の仕方だと思っています。そして、『こだま、ことだま。』はその両極を更に押し広げたような楽曲だと思っています」とコメントしている[12][7]。
Bank Bandとしては「はるまついぶき」以来約9年ぶりにミュージック・ビデオが制作されており、ap bankの公式YouTubeチャンネルで公開されている。監督は岩井俊二が務め、『Reborn-Art Festival × ap bank fes 2016』の開催地である宮城県牡鹿半島の風景とそこに住む人々の日常をテーマにした内容となっている[2]。

## 参加ミュージシャン
- 櫻井和寿：Vocal
- 小林武史：Keyboards
- 河村“カースケ”智康：Drums
- 亀田誠治：Bass
- 小倉博和：Guitar
- 山本拓夫：Saxophone
- 西村浩二：Trumpet
- 四家卯大：Cello
- 沖祥子：Violin
- 四家卯大ストリングス：Strings
- 安達練：Programming

## テレビ出演
| 番組名    | 日付         | 放送局     | 演奏曲 |
| --------- | ------------ | ---------- | ------ |
| NEWS ZERO | 2016年9月2日 | 日本テレビ | -      |

## 収録アルバム
- 『Takeshi Kobayashi meets Very Special Music Bloods』
- 『沿志奏逢4』